# جان-ماري دوريه
جان-ماري دوريه هو سياسي غيني، ولد في 12 يونيو 1938 في Bossou ‏ في غينيا، وتوفي في 29 يناير 2016 في كوناكري في غينيا. نشط حزبياً في الاتحاد لتقدم غينيا. وقد انتخب عضو الجمعية الوطنية الغينية ‏ وانتخب رئيس وزراء غينيا ‏ (26 يناير 2010 – 24 ديسمبر 2010).